# Keith R. A. DeCandido

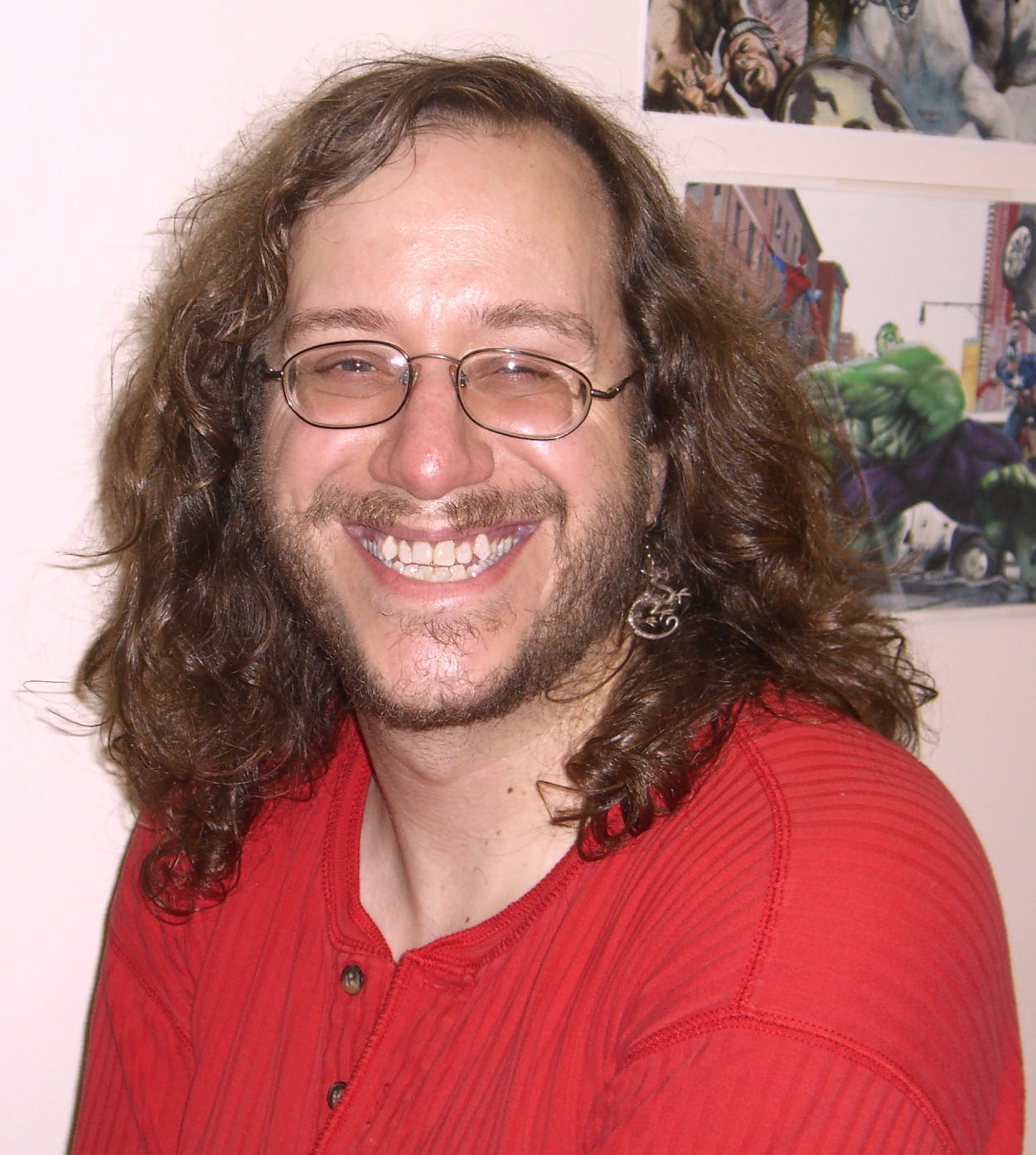
Keith R.A. DeCandido na Big Apple Con, 15 de novembro de 2008.

Keith Robert Andreassi DeCandido (nascido em 18 de abril de 1969 em New York, Estados Unidos) é um escritor estado-unidense de sci-fi e fantasia.
Enquanto DeCandido é mais conhecido por seus livros de Star Trek, ele também escreveu livros para outras séries populares de sci-fi e fantasia, como Buffy the Vampire Slayer, Doctor Who, Supernatural, Andromeda e Farscape, assim como histórias em quadrinhos (Homem-Aranha) e jogos eletrônicos (World of Warcraft, Starcraft, Command & Conquer,
Resident Evil)